# Tortula wilczekii
Tortula wilczekii är en bladmossart som beskrevs av Meylan 1936. Tortula wilczekii ingår i släktet tussmossor, och familjen Pottiaceae. Inga underarter finns listade i Catalogue of Life.